# Narciso Jubany Arnau
Narciso Jubany Arnau (Santa Coloma de Farners, 12 agosto 1913 – Barcellona, 26 dicembre 1996) è stato un cardinale e arcivescovo cattolico spagnolo.

## Biografia
Nacque a Santa Coloma de Farners il 12 agosto 1913.
Il 24 novembre 1955 fu eletto vescovo titolare di Ortosia di Fenicia e ausiliare di Barcellona.
Il 7 febbraio 1964 fu nominato vescovo di Gerona. Si fece particolarmente apprezzare per le doti predicatorie, la notevole cultura teologica e l'abile esercizio dell'arte diplomatica.
Il 3 dicembre 1971 fu promosso arcivescovo di Barcellona.
Papa Paolo VI lo elevò al rango di cardinale del titolo di San Lorenzo in Damaso nel concistoro del 5 marzo 1973.
Svolse un ruolo di primo piano nella difficile transizione dalla dittatura alla democrazia della sua terra incentivando il dialogo su una grande varietà di questioni politiche, supportando la democrazia e mostrando concretamente un'ampia tolleranza e apertura nei confronti di tutti gli attori in gioco.
Partecipò ai due conclavi del 1978 che elessero Giovanni Paolo I e Giovanni Paolo II.
Nel 1991 fu insignito della Medalla d'Or de la Generalitat de Catalunya per il notevole impegno profuso e l'amicizia che era riuscito a guadagnarsi tra i più eminenti esponenti politici dell'epoca.
Morì a Barcellona il 26 dicembre 1996 all'età di 83 anni.

## Genealogia episcopale e successione apostolica
La genealogia episcopale è:
- Cardinale Scipione Rebiba
- Cardinale Giulio Antonio Santori
- Cardinale Girolamo Bernerio, O.P.
- Arcivescovo Galeazzo Sanvitale
- Cardinale Ludovico Ludovisi
- Cardinale Luigi Caetani
- Cardinale Ulderico Carpegna
- Cardinale Paluzzo Paluzzi Altieri degli Albertoni
- Papa Benedetto XIII
- Papa Benedetto XIV
- Papa Clemente XIII
- Cardinale Marcantonio Colonna
- Cardinale Giacinto Sigismondo Gerdil, B.
- Cardinale Giulio Maria della Somaglia
- Cardinale Carlo Odescalchi, S.I.
- Cardinale Costantino Patrizi Naro
- Cardinale Serafino Vannutelli
- Cardinale Domenico Serafini, Cong. Subl. O.S.B.
- Cardinale Pietro Fumasoni Biondi
- Cardinale Ildebrando Antoniutti
- Cardinale Narciso Jubany Arnau

La successione apostolica è:
- Cardinale Lluís Martínez Sistach (1987)